# Yūji Kuroiwa

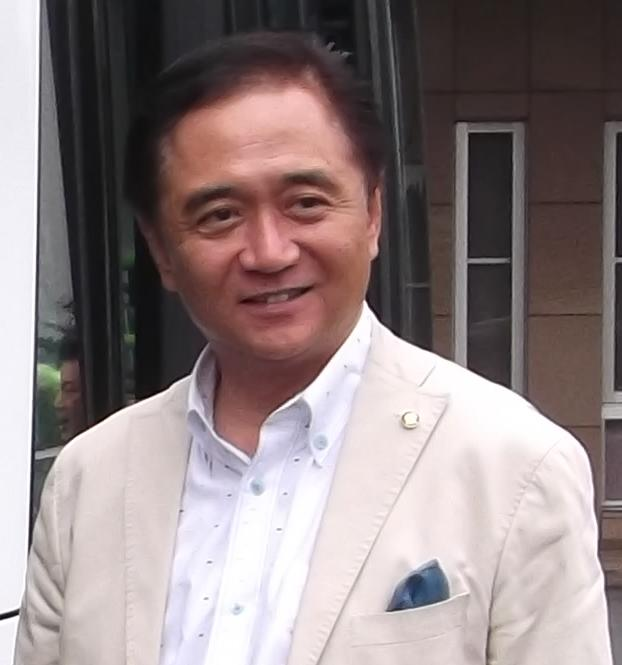
Gouverneur Kuroiwa im August 2011

Yūji Kuroiwa (jap. 黒岩 祐治 Kuroiwa Yūji; * 26. September 1954 in Kōbe, Präfektur Hyōgo) ist ein japanischer Politiker, ehemaliger Journalist und seit 2011 Gouverneur der Präfektur Kanagawa.
Kuroiwa arbeitete nach seinem Studienabschluss 1980 an der Waseda-Universität für Fuji Television, wo er Ende der 1980er Jahre die Nachrichtensendung FNN Supertime, ab 1992 dann die sonntägliche politische Talksendung Hōdō 2001 moderierte. 1997 wurde er Korrespondent in Washington, D.C., bevor er von 1999 bis zur Einstellung 2008 wieder die Leitung von Hōdō 2001 übernahm. 2009 verließ er Fuji TV und wurde Professor an der „Internationalen Universität für Medizin und Sozialwesen“ (Kokusai Iryō Fukushi Daigaku) in der Präfektur Tochigi.
Als im März 2011 der Gouverneur von Kanagawa, Shigefumi Matsuzawa, ankündigte, bei der Gouverneurswahl im April nicht erneut zu kandidieren, verließ Kuroiwa die Universität und erklärte seine Kandidatur, die von den drei größten Parteien LDP, DP und Kōmeitō unterstützt wurde. Er gewann mit rund 55 % der Stimmen gegen drei Kandidaten und trat noch im April 2011 Matsuzawas Nachfolge an.
Bei den Gouverneurswahlen 2015, 2019 und 2023 wurde Kuroiwa mit Zweidrittelmehrheiten wiedergewählt.